# Епархия Шанхая

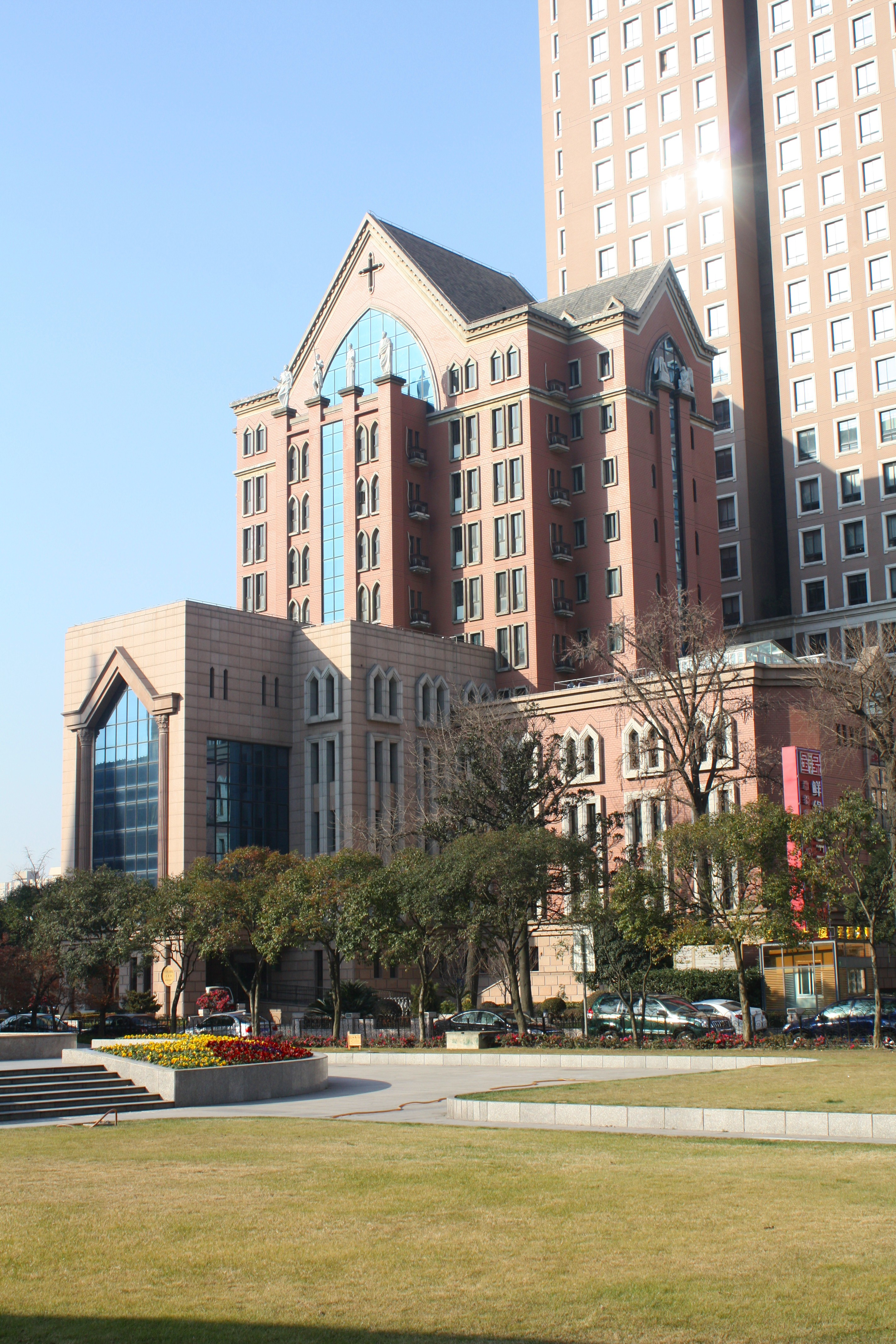
Резиденция шанхайского епископа

Епархия Шанхая (лат. Dioecesis Sciamhaevensis) — епархия Римско-Католической церкви с центром в городе Шанхай, Китай. Епархия Шанхая входит в митрополию Нанкина. Кафедральным собором епархии Шанхая является церковь святого Игнатия Лойолы в городе Шанхай. С 2000 года кафедра епархии является Sede Vacante.

## История
Первая католическая церковь в Шанхае была построена в 1608 году итальянским иезуитом Ладзаро Каттанео.
13 декабря 1933 года в Шанхае была образована первая постоянная католическая структура Апостольский викариат Шанхая, который учредил Римский папа Пий XI своей буллой Iampridem Apostolica.
11 апреля 1946 года Римский папа Пий XII издал буллу Quotidie Nos, которой преобразовал апостольский викариат Шанхая в епархию.
9 июня 1949 года епархия Шанхая передала часть своей территории в пользу возведения новой епархии Сучжоу, апостольским префектурам Хайчжоу и Янчжоу.

## Ординарии епархии
- епископ Auguste Haouisée (13 декабря 1933 — 10 сентября 1948);
- кардинал Игнатий Гун Пиньмэй (15 июля 1950 — 12 марта 2000);
  - Sede Vacante (12 марта 2000 — настоящее время);
  - епископ Алоизий Цзинь Лусянь (1985—2013) — епископ Китайской Патриотической церкви.

## Источник
- Annuario Pontificio, Libreria Editrice Vaticana, Città del Vaticano, 2003, ISBN 88-209-7422-3
- Булла Iampridem Apostolica, AAS 27 (1935), стр. 37 (лат.)
- Булла Quotidie Nos, AAS 38 (1946), стр. 301 (лат.)